# Österreichischer Handballbund
Der Österreichische Handballbund, kurz ÖHB, ist der Dachverband des Österreichischen Handballs mit Sitz in Wien.

## Geschichte
Der Verband wurde am 25. Januar 1925 gegründet, er übernahm den Aufgabenbereich des Leichtathletikverbandes. Bereits seit 1923 wurden Meisterschaften im Feldhandball ausgetragen, 1925 eine Nationalmannschaft geformt. Erster Präsident wurde Alfred Schindler. Heute (Stand 2004) hat der Verband rund 17.500 Mitglieder in knapp 140 Vereinen.
Der Österreichische Handballbund ist Mitglied der International Handball Federation und der Europäischen Handball-Föderation, zu denen man ausgezeichnete Verbindungen unterhält. Erwin Lanc war beispielsweise lange Zeit Präsident der IHF. So kam es, dass die EHF ihren Sitz im November 1991 nach Wien verlegte.
Der Österreichische Handballbund ist Ausrichter der HLA Meisterliga, der HLA Challenge bei den Männern sowie der Women Handball Liga Austria (WHA), Bundesliga Frauen (BLF) und des ÖHB-Cups. Bei den Männern werden zusätzlich jeweils die "Unter 20"-Bewerbe (HLA U20, BLM U20) sowie bei den Frauen der WHA-Nachwuchsbewerb (WHA U18) ausgerichtet.
Im Jahr 2010 war der ÖHB Ausrichter der 9. Handball-Europameisterschaft der Männer.
Im Jahr 2020 war der ÖHB zusammen mit Schweden und Norwegen Ausrichter der 14. Handball-Europameisterschaft der Männer.

## Präsidenten (seit 1945)

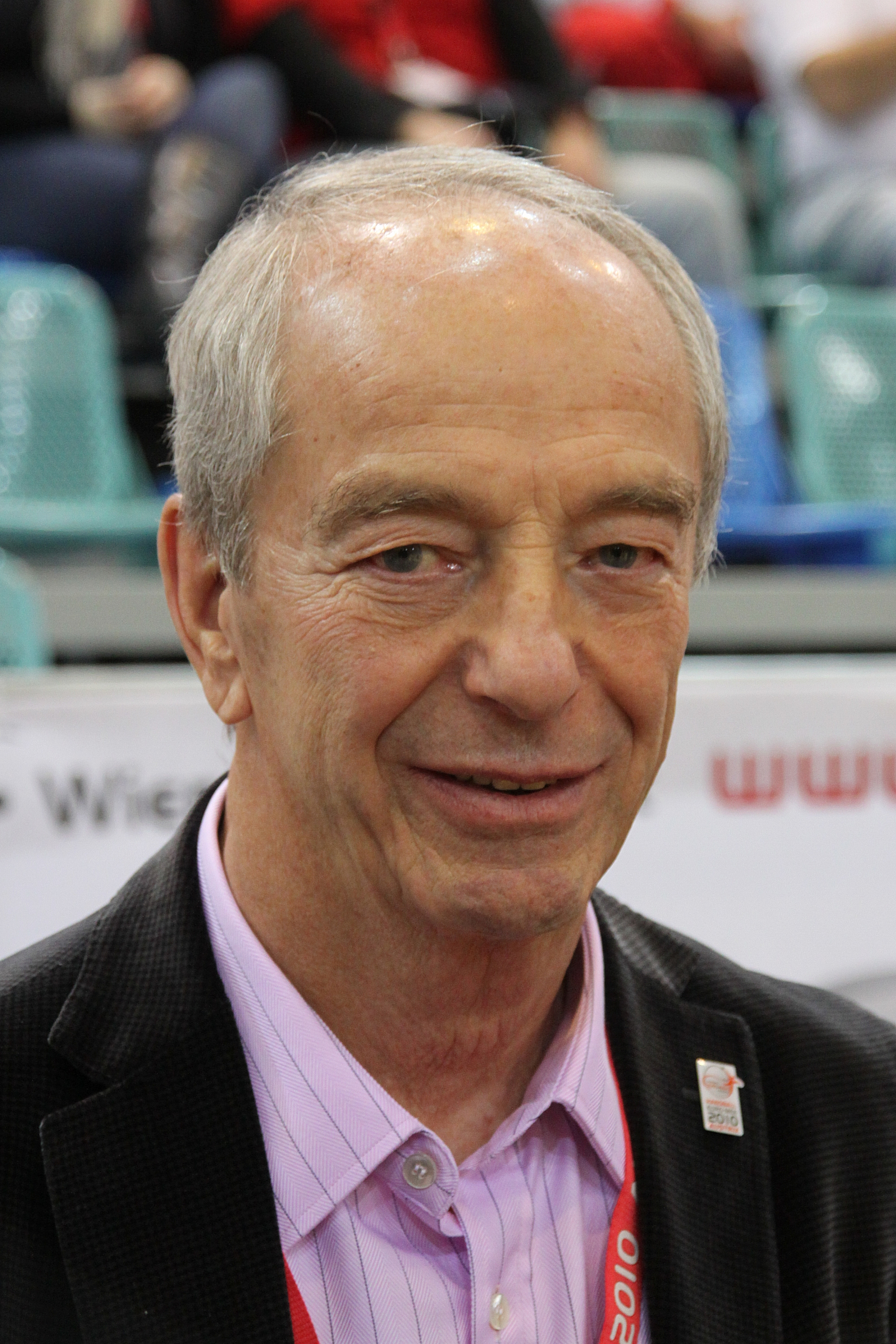
Präsident Gerhard Hofbauer (†)

- 1925–????: Alfred Schindler[1]
- 1945–1948: Vincent Übeleis
- 1948–1960: Leopold Eichberger
- 1960–1977: Leopold Stipkovich
- 1977–1993: Erwin Lanc
- 1993–1996: Hannes Lauermann
- 1996–2021: Gerhard Hofbauer (†)[3]
- seit 2021: Markus Plazer